# Râul Roșu Mare
Râul Roșu Mare este un afluent al râului Rezu Mare. El capătă numele de Râul Roșu Mare în aval de confluența Râului Roșu cu Verașul.

## Hărți
- Harta județului Harghita
- Harta munții Giurgeu  Arhivat în 27 septembrie 2007, la Wayback Machine.